# Paraliparis labiatus
Paraliparis labiatus és una espècie de peix pertanyent a la família dels lipàrids. La femella fa 15 cm de llargària màxima. Tenen seixanta-sis vèrtebres. És un peix marí i batidemersal que viu entre 992 i 1.000 m de fondària al talús continental. És bentònic. Es troba a l'Índic oriental: la costa occidental de Tasmània (Austràlia). És inofensiu per als humans.